# Panchlora carioca
Panchlora carioca är en kackerlacksart som beskrevs av Rocha e Silva 1959. Panchlora carioca ingår i släktet Panchlora och familjen jättekackerlackor. Inga underarter finns listade i Catalogue of Life.